# Agata Hikari
Agata Hikari (干刈あがた, 25 de janeiro de 1943 – 6 de setembro de 1992) foi uma romancista e tradutora japonesa. Ela ganhou muitos prêmios ao longo de sua carreira, mas era mais conhecida por seu romance vencedor do Prêmio Literário Noma, Shizuka ni watasu kogane no yubiwa (しずかにわたすこがねのゆびわ).

## Biografia
Hikari nasceu Kazue Asai em Tóquio, Japão, no dia 25 de janeiro de 1943. Seu pai era policial. Ela frequentou a Universidade de Waseda, mas abandonou o curso e tornou-se redatora publicitária. Após quinze anos de casamento, ela se divorciou e começou a escrever ficção em 1982. Hikari também trabalhou como tradutora.
A primeira publicação de Hikari foi Juka no Kazoku (樹下の家族), um romance que ganhou o Prêmio Kaien para Novos Escritores em 1982. Seus próximos trabalhos, Uhoho Tankentai (ウホッホ探険隊), Yukkuri Tōkyō Joshi Marason (ゆっくり東京女子マラソン) e Home Party (ホーム・パーティー), foram todos finalistas do Prêmio Akutagawa. Uhoho Tankentai foi adaptado para o filme House of Wedlock. Seu livro de 1986, Shizuka ni watasu kogane no yubiwa (しずかにわたすこがねのゆびわ), ganhou o Prêmio Literário Noma. Em 1988, Kiiroi Kami (黄色い髪) foi indicada ao Prêmio Yamamoto Shūgorō. Muitas de suas obras também foram indicadas para outros prêmios. Seus trabalhos frequentemente incluíam temas como divórcio, relações familiares e a vida como mulher.
Hikari morreu em 6 de setembro de 1992, de câncer no estômago.

## Trabalhos selecionados
- Juka no Kazoku (樹下の家族), 1982
- Uhoho Tankentai (ウホッホ探険隊), 1983
- Yukkuri Tōkyō Joshi Marason (ゆっくり東京女子マラソン), 1984
- Home Party (ホーム・パーティー), 1986
- Shizuka ni watasu kogane no yubiwa (しずかにわたすこがねのゆびわ), 1986
- Kiiroi Kami (黄色い髪), 1988